# IPad
iPad là máy tính bảng do Apple Inc phát triển. Được công bố vào ngày 27 tháng 1 năm 2010, thiết bị này tạo ra một phân loại mới giữa điện thoại thông minh và máy tính xách tay.
Tương tự về tính năng so với thiết bị nhỏ và yếu hơn là iPhone hoặc iPod touch, iPad cũng hoạt động trên cùng hệ điều hành iPhone OS đã được sửa đổi với giao diện được thiết kế lại để phù hợp với màn hình lớn. iPad có màn hình chạm đa điểm sử dụng đèn led chiếu sáng 9.7 inch, bộ nhớ từ 16 tới 64 GB, đèn flash, BlueTooth 2.1 và kết nối 30 chân để đồng bộ với iTunes cũng như các thiết bị ngoại vi kết nối bằng dây khác. Hai mẫu được công bố gồm mẫu sử dụng Wifi 802.11n và một mẫu sử dụng Wi-Fi 802.11n Wi-Fi và 3G, và GPS. Cả hai mẫu đều có 3 tùy chọn về dung lượng lưu trữ.
Là thiết bị đầu tiên của Apple để khai thác dịch vụ iBookstore cũng như ứng dụng đọc sách đi kèm iBooks, iPad được so sánh với Kindle của Amazon và Nook của Barnes & Noble.

## Lịch sử
Máy tính bảng đầu tiên của Apple là MessagePad 100 dựa trên nền Newton, được giới thiệu vào năm 1993 và đã dẫn tới việc xây dựng bộ xử lý ARM6 cùng với Acorn Computers. Apple cũng phát triển sản phẩm mẫu về máy bảng dựa trên PowerBook Duo có tên là PenLite nhưng không thương mại hóa sản phẩm này vì sợ ảnh hưởng tới doanh số MessagePad. Sau đó, Apple cũng tung ra nhiều PDA dựa trên nền Newton và thiết bị PDA cuối cùng MessagePad 2100 đã ngừng sản xuất vào năm 1998.
Apple tái gia nhập thị trường tính toán di động năm 2007 với sản phẩm iPhone. Tuy nhỏ hơn iPad nhưng iPhone có thêm camera và điện thoại di động. iPhone cũng tiên phong trong giao diện chạm đa điểm của hệ điều hành iPhone OS. Tới cuối năm 2009, người ta đã đồn đại về sự xuất hiện của iPad trong đó iSlate và iTablet là các tên được dự đoán. iPad được công bố vào ngày 27 tháng 1 năm 2010 tại một hội nghị của Apple tổ chức tại Trung tâm nghệ thuật Yerba Buena ở San Francisco.
Ba ngày sau đó, tại lễ trao giảo Grammy lần thứ 52, Stephen Colbert sử dụng iPad khi công bố tên đề cử.

## Sản xuất
iPad được lắp ráp bởi cùng nhà sản xuất iPod và iPhone là Foxconn tại nhà máy lớn nhất của Foxconn tại Shenzhen Trung quốc.
Vì cả nhà thiết kế là Apple và nhà sản xuất theo hợp đồng là Foxconn đều không tiết lộ nguồn các cấu phần của iPad, người ta vẫn tìm ra được cá nhà cung cấp cấu kiện bằng cách tháo nhỏ thiết bị iPad và các phân tích của những người trong ngành. Samsung vừa sản xuất chíp A4 cho Apple sử dụng trong iPad đồng thời cũng cung cấp bộ nhớ flash dùng trong phiên bản 64GB. Toshiba cung cấp flash cho các mô đen khác. Chip điều khiển màn hình cảm ứng do Broadcom cung cấp. Catcher Technologies sản xuất vỏ bạc, Novatek Microelectronics phát triển trình điều khiển LCD và Dynapack International cung cấp pin . Wintek cung cấp màn hình cảm ứng sau khi TPK Touch Solutions không có khả năng thực hiện đơn hàng và đã làm chậm trễ việc tung iPad ra thị trường sang đầu tháng Tư thay vì cuối tháng Ba.

### Thông số kỹ thuật
- Dung lượng bộ nhớ: 16GB;32GB;64GB;128GB
- Thời gian sử dụng liên tục: 10 giờ nghe nhạc, 8 giờ xem phim;
- Màn hình: 9.7" LED đa cảm ứng, độ phân giải (1024 x 760) px;
- Chuẩn không dây: Wi-Fi (802.11b/g);
- Kích thước: 241.8 x 189.7 x 12.7 mm;
- Trọng lượng: 680 g;
- Lưu trữ: 4.000 bài hát (128-Kbps AAC/MP3), 20.000 tấm hình và 20 giờ xem Video;
- Bluetooth 2.1 + DER;
- Ứng dụng: Calendar, Notes, Maps, Contacts, Mail (iCloud, Yahoo!Mail, Gmail, Hotmail và AOL);
- App Store: gần 250.000 ứng dụng dành cho iPad;
- iBooks: một cách để đọc và mua sách trên iBookstore;
- Pin: Rechargeable lithium polymer battery (Pin sạc);
- Định dạng xem phim: H.264,.m4v,.mp4, và.mov;
- Định dạng file âm thanh: AAC (16 đến 320 Kbps), Protected AAC (from iTunes Store), MP3 (16 đến 320 Kbps), MP3 VBR, Audible (định dạng 2, 3, và 4), Apple Lossless, WAV, và AIFF;
- Định dạng ảnh: JPEG, BMP, GIF, TIFF, PSD (Mac), và PNG;
- Thời gian sạc: 4 giờ (2 giờ sạc khoảng 80%);
- Lưu trữ dữ liệu giống như USB;
- Hệ điều hành: iOS
- Màu sắc: Đen, trắng.

### Các phụ kiện cho iPad
Các phụ kiện cho iPad được Apple chính thức thiết kế bao gồm Smart Cover, Smart Case, công cụ để kết nối máy ảnh, dock cho iPad, bàn phím không dây và tai nghe.

## Có mặt trên thị trường
Apple nhận đơn đặt hàng trước cho iPad từ khách hàng Mỹ vào ngày 12 tháng 3 năm 2010. iPad phiên bản wifi được bán tại cửa hàng ngày 3 tháng 4 còn phiên bản Wi-Fi + 3G sẽ được tung ra vào cuối tháng 4. Wi-Fi và Wi-Fi + 3G sẽ được bán tại Úc, Canada, Pháp, Đức, Ý, Nhật Bản, Tây Ban Nha, Thụy Sĩ và Anh vào cuối tháng 4. Dịch vụ 3G tại Mỹ sẽ do AT&T cung cấp với hai lựa chọn đều không sử dụng hợp đồng: lựa chọn thứ nhất là không giới hạn dung lượng và lựa chọn 250MB mỗi tháng với giá bằng một nửa. Tùy chọn này sẽ tự động được kích hoạt trên iPad và người mua có thể hủy bất kỳ lúc nào.

## iPad Mini
iPad Mini (hay iPad mini) là một loại máy tính bảng được thiết kế, phát triển và phân phối bởi Apple Inc. Được công bố ngày 23 tháng 10 năm 2012, biết đến như là thế hệ thứ năm của chuỗi sản phẩm iPad, và là thiết bị đầu tiên xuất hiện với kích thước 7,9 inches, nhỏ hơn so với cỡ 9,7 inches tiền nhiệm. Sở hữu cấu hình tương tự iPad 2, kể cả độ phân giải màn hình.
iPad Mini được tung ra tại hầu hết các cửa hàng Apple ngày 2 tháng 11.

## So sánh
| Model               | Model               | iPad | iPad 2 | iPad 3 | iPad 4 | iPad Air |                                                                  |
| ------------------- | ------------------- | --- | --- | --- | --- | --- | ---------------------------------------------------------------- |
| Mã hiệu             | Mã hiệu             | A1219 (WiFi) A1337 (WiFi + 3G)                                                                                                 | A1395 (WiFi) A1397 (WiFi + 3G CDMA) A1396 (WiFi + 3G GSM)                                                                         | A1416 (WiFi) A1403 (WiFi + Cellular VZ) A1430 (WiFi + Cellular)                                                                | A1458 (WiFi) A1459 (WiFi + Cellular) A1460 (WiFi + Cellular MM)                                                                  | A1474 (WiFi) A1475 (WiFi + Cellular)                                                                                             |                                                                  |
| Trạng thái          | Trạng thái          | Đã ngưng | Đã ngưng | Đã ngưng | Có sẵn | Có sẵn |                                                                  |
| Ngày công bố        | Ngày công bố        | 27 tháng 1 năm 2010 | 2 tháng 3 năm 2011 | 7 tháng 3 năm 2012 | 16, 32, 64 GB: 23 tháng 10 năm 2012 128 GB: 29 tháng 1 năm 2013                                                                  | 22 tháng 10 năm 2013 |                                                                  |
| Ngày phát hành      | Ngày phát hành      | 3 tháng 4 năm 2010 | 11 tháng 3 năm 2011 | 16 tháng 3 năm 2012 | 16, 32, 64 GB: 2 tháng 11 năm 2012 128 GB: 5 tháng 2 năm 2013                                                                    | 1 tháng 11 năm 2013 |                                                                  |
| Ngưng sản xuất      | Ngưng sản xuất      | 2 tháng 3 năm 2011 | 32, 64 GB: 7 tháng 3 năm 2012 16 GB: còn sản xuất                                                                                 | 23 tháng 10 năm 2012 | 22 tháng 10 năm 2013 | còn sản xuất |                                                                  |
| Giá                 | Giá                 | Bản Wi-Fi: 16 GB $499, 32 GB $599, 64 GB $699 Bản Wi-Fi + 3G: 16 GB $629, 32 GB $729, 64 GB $829                               | Bản Wi-Fi: 16 GB $499, 32 GB $599, 64 GB $699 Bản Wi-Fi + 3G: 16 GB $629, 32 GB $729, 64 GB $829                                  | Bản Wi-Fi: 16 GB $499, 32 GB $599, 64 GB $699 Bản Wi-Fi + Cellular: 16 GB $629, 32 GB $729, 64 GB $829                         | Bản Wi-Fi: 16 GB $499, 32 GB $599, 64 GB $699, 128 GB $799 Bản Wi-Fi + Cellular: 16 GB $629, 32 GB $729, 64 GB $829, 128 GB $929 | Bản Wi-Fi: 16 GB $499, 32 GB $599, 64 GB $699, 128 GB $799 Bản Wi-Fi + Cellular: 16 GB $629, 32 GB $729, 64 GB $829, 128 GB $929 |                                                                  |
| SoC                 | SoC                 | Apple A4 | Apple A5 | Apple A5X | Apple A6X | Apple A7 |                                                                  |
| Motion coprocessor  | Motion coprocessor  | — | — | — | — | Apple M7 |                                                                  |
| CPU                 | CPU                 | 1 GHz ARM Cortex-A8 | 1 GHz lõi kép ARM Cortex-A9 | 1 GHz lõi kép ARM Cortex-A9 | 1.4 GHz lõi kép Apple Swift | 1.4 GHz lõi kép Apple Cyclone |                                                                  |
| GPU                 | GPU                 | PowerVR SGX535 | Dual-core PowerVR SGX543MP2 | Quad-core PowerVR SGX543MP4 | Quad-core PowerVR SGX554MP4 | Quad-core PowerVR G6430 |                                                                  |
| Bộ nhớ RAM          | Bộ nhớ RAM          | 256 MB DDR RAM thiết kế cho Apple A4                                                                                           | 512 MB DDR2 RAM (1066 Mbit/s data rate) thiết kế cho Apple A5                                                                     | 1024 MB LPDDR2 RAM | 1024 MB LPDDR2 RAM | 1024 MB LPDDR3 RAM |                                                                  |
| Bộ nhớ trong        | Bộ nhớ trong        | 16, 32, hoặc 64 GB | 16, 32, hoặc 64 GB | 16, 32, hoặc 64 GB | 16, 32, 64, hoặc 128 GB | 16, 32, 64, hoặc 128 GB |                                                                  |
| Màn hình            | Màn hình            | 9,7 inch (250 mm) màn hình đa chạm với tấm nền LED và lớp chống vân tay và chống nước                                          | 9,7 inch (250 mm) màn hình đa chạm với tấm nền LED và lớp chống vân tay và chống nước                                             | 9,7 inch (250 mm) màn hình đa chạm với tấm nền LED và lớp chống vân tay và chống nước                                          | 9,7 inch (250 mm) màn hình đa chạm với tấm nền LED và lớp chống vân tay và chống nước                                            | 9,7 inch (250 mm) màn hình đa chạm với tấm nền LED và lớp chống vân tay và chống nước                                            |                                                                  |
| Màn hình            | Màn hình            | 1024×768 pixel với 132 ppi | 1024×768 pixel với 132 ppi | 2048×1536 pixel với 264 ppi (màn hình Retina)                                                                                  | 2048×1536 pixel với 264 ppi (màn hình Retina)                                                                                    | 2048×1536 pixel với 264 ppi (màn hình Retina)                                                                                    |                                                                  |
| Máy ảnh             | Sau                 | — | 720p HD và video camera 0.7 MP, 30fps và 5× zoom kĩ thuật số                                                                      | 1080p HD và video camera 5 MP, 30fps và 5× zoom kĩ thuật số                                                                    | 1080p HD và video camera 5 MP, 30fps và 5× zoom kĩ thuật số                                                                      | 1080p HD và video camera 5 MP, 30fps và 5× zoom kĩ thuật số                                                                      |                                                                  |
| Máy ảnh             | Trước               | — | VGA- chất lượng và video camera, 0.3 MP                                                                                           | VGA- chất lượng và video camera, 0.3 MP                                                                                        | 1.2 MP, 720p video | 1.2 MP, 720p video |                                                                  |
| Wireless            | Wi-Fi               | Wi-Fi (802.11a/b/g/n), Bluetooth 2.1+EDR                                                                                       | Wi-Fi (802.11a/b/g/n), Bluetooth 2.1+EDR                                                                                          | Wi-Fi (802.11a/b/g/n), Bluetooth 4.0                                                                                           | Wi-Fi (802.11a/b/g/n), Bluetooth 4.0                                                                                             | Wi-Fi (802.11a/b/g/n), Bluetooth 4.0                                                                                             |                                                                  |
| Wireless            | Wi-Fi + 3G/Cellular | In addition to above: 3G cellular HSDPA, 2G cellular EDGE trên bản 3G                                                          | In addition to above: 3G cellular HSDPA, 2G cellular EDGE trên bản 3G                                                             | In addition to above and left: 3G transitional LTE trên bản Cellular                                                           | In addition to above and left: 3G transitional LTE trên bản Cellular                                                             | In addition to above and left: 3G transitional LTE trên bản Cellular                                                             |                                                                  |
| Định vị             | Wi-Fi               | Wi-Fi, Apple location databases                                                                                                | Wi-Fi, Apple location databases                                                                                                   | Wi-Fi, Apple location databases                                                                                                | Wi-Fi, Apple location databases                                                                                                  | Wi-Fi, Apple location databases                                                                                                  |                                                                  |
| Định vị             | Wi-Fi + 3G/Cellular | Assisted GPS, Apple databases, Cellular network                                                                                | Assisted GPS, Apple databases, Cellular network                                                                                   | Additionally: GLONASS | Additionally: GLONASS | Additionally: GLONASS |                                                                  |
| Môi trường cảm biến | Môi trường cảm biến | Accelerometer, ambient light sensor, magnetometer                                                                              | Additionally: gyroscope | Additionally: gyroscope | Additionally: gyroscope | Additionally: gyroscope |                                                                  |
| Pin                 | Pin                 | Built-in lithi-ion polymer battery. lướt web: 10 giờ (Wi-Fi), 9 giờ (3G/Cellular); video: 10 giờ; audio: 140 giờ; chờ: 1 tháng | Built-in lithi-ion polymer battery. lướt web: 10 giờ (Wi-Fi), 9 giờ (3G/Cellular); video: 10 giờ; audio: 140 giờ; chờ: 1 tháng    | Built-in lithi-ion polymer battery. lướt web: 10 giờ (Wi-Fi), 9 giờ (3G/Cellular); video: 10 giờ; audio: 140 giờ; chờ: 1 tháng | Built-in lithi-ion polymer battery. lướt web: 10 giờ (Wi-Fi), 9 giờ (3G/Cellular); video: 10 giờ; audio: 140 giờ; chờ: 1 tháng   | Built-in lithi-ion polymer battery. lướt web: 10 giờ (Wi-Fi), 9 giờ (3G/Cellular); video: 10 giờ; audio: 140 giờ; chờ: 1 tháng   |                                                                  |
| Hệ điều hành        | Hệ điều hành        | iOS 5.1.1 | iOS 8 (beta) | iOS 8 (beta) | iOS 8 (beta) | iOS 8 (beta) |                                                                  |
| Kích thước          | Kích thước          | 9,56 in × 7,47 in × 0,528 in (242,8 mm × 189,7 mm × 13,4 mm)                                                                   | 9,5 in × 7,31 in × 0,346 in (241 mm × 186 mm × 9 mm)                                                                              | 9,5 × 7,31 × 0,37 in (241 × 186 × 9 mm)                                                                                        | 9,5 × 7,31 × 0,37 in (241 × 186 × 9 mm)                                                                                          | 9,4 in × 6,6 in × 0,295 in (238,8 mm × 167,6 mm × 7,5 mm)                                                                        |                                                                  |
| Nặng                | Nặng                | Bản Wi-Fi: 1,5 lb (680 g) Bản Wi-Fi + 3G: 1,6 lb (730 g)                                                                       | Bản Wi-Fi: 1,325 lb (601 g) Bản Wi-Fi + 3G GSM (AT&T/quốc tế): 1,351 lb (613 g) Wi-Fi + 3G CDMA (Verizon) model: 1,338 lb (607 g) | Bản Wi-Fi: 1,44 lb (650 g) Bản Wi-Fi + Cellular: 1,46 lb (660 g)                                                               | Bản Wi-Fi: 1,44 lb (650 g) Bản Wi-Fi + Cellular: 1,46 lb (660 g)                                                                 | Bản Wi-Fi: ,034 lb (15 g) Bản Wi-Fi + Cellular: 1,054 lb (478 g)                                                                 | Bản Wi-Fi: ,034 lb (15 g) Bản Wi-Fi + Cellular: 1,054 lb (478 g) |
| Phím vật lý         | Phím vật lý         | Home, sleep, âm lượng, chuyển đổi chức năng (khóa xoay màn hình, câm trên iOS 4.2, 4.3 và sau)                                 | Home, sleep, âm lượng, chuyển đổi chức năng (khóa xoay màn hình, câm trên iOS 4.2, 4.3 và sau)                                    | Home, sleep, âm lượng, chuyển đổi chức năng (khóa xoay màn hình, câm trên iOS 4.2, 4.3 và sau)                                 | Home, sleep, âm lượng, chuyển đổi chức năng (khóa xoay màn hình, câm trên iOS 4.2, 4.3 và sau)                                   | Home, sleep, âm lượng, chuyển đổi chức năng (khóa xoay màn hình, câm trên iOS 4.2, 4.3 và sau)                                   |                                                                  |
| Kết nối             | Kết nối             | 30-pin | 30-pin | 30-pin | Lightning | Lightning |                                                                  |
| Khí thải nhà kính   | Khí thải nhà kính   | 130 kg CO2e | 105 kg CO2e | 180 kg CO2e | 170 kg CO2e | 180 kg CO2e |                                                                  |

| Model               | Model               | iPad Mini | iPad Mini 2 |
| ------------------- | ------------------- | --- | --- |
| Mã hiệu             | Mã hiệu             | A1432 (WiFi) A1454 (WiFi + Cellular) A1455 (WiFi + Cellular MM)                                                                | A1489 (WiFi) A1490 (WiFi + Cellular)                                                                                             |
| Trạn thái           | Trạn thái           | Có sẵn | Có sẵn |
| Ngày công bố        | Ngày công bố        | 23 tháng 10 năm 2012 | 22 tháng 10 năm 2013 |
| Ngày phát hành      | Ngày phát hành      | 2 tháng 11 năm 2012 | 12 tháng 11 năm 2013 |
| Ngưng sản xuất      | Ngưng sản xuất      | 32, 64 GB: 22 tháng 10 năm 2013 16 GB: Còn sản xuất                                                                            | Còn sản xuất |
| Giá                 | Giá                 | Bản Wi-Fi: 16 GB $329, 32 GB $429, 64 GB $529 Bản Wi-Fi + Cellular: 16 GB $459, 32 GB $559, 64 GB $659                         | Bản Wi-Fi: 16 GB $399, 32 GB $499, 64 GB $599, 128 GB $699 Bản Wi-Fi + Cellular: 16 GB $529, 32 GB $629, 64 GB $729, 128 GB $829 |
| SoC                 | SoC                 | Apple A5 | Apple A7 |
| Motion coprocessor  | Motion coprocessor  | — | Apple M7 |
| CPU                 | CPU                 | 1 GHz lõi kép ARM Cortex-A9 | 1.3 GHz lõi kép Apple Cyclone |
| GPU                 | GPU                 | Dual-core PowerVR SGX543MP2 | Quad-core PowerVR G6430 |
| Bộ nhớ RAM          | Bộ nhớ RAM          | 512 MB DDR2 RAM cho Apple A5 package                                                                                           | 1024 MB LPDDR3 RAM |
| Bộ nhớ trong        | Bộ nhớ trong        | 16, 32, hay 64 GB | 16, 32, 64, hay 128 GB |
| Màn hình            | Màn hình            | 7,9 inch (200 mm) đa chạm với tấm nền LED và chống vân tay, chống nước                                                         | 7,9 inch (200 mm) đa chạm với tấm nền LED và chống vân tay, chống nước                                                           |
| Màn hình            | Màn hình            | 1024×768 pixel với 163 ppi | 2048×1536 pixel với 326 ppi (màn hình Retina)                                                                                    |
| Máy ảnh             | Sau                 | 1080p HD still và video camera 5 MP, 30fps và 5× zoom kĩ thuật số                                                              | 1080p HD still và video camera 5 MP, 30fps và 5× zoom kĩ thuật số                                                                |
| Máy ảnh             | Trước               | 1.2 MP still, 720p video | 1.2 MP still, 720p video |
| Wireless            | Wi-Fi               | Wi-Fi (802.11a/b/g/n), Bluetooth 4.0                                                                                           | Wi-Fi (802.11a/b/g/n), Bluetooth 4.0                                                                                             |
| Wireless            | Wi-Fi + Cellular    | In addition to above: 3G transitional LTE trên bản Cellular                                                                    | In addition to above: 3G transitional LTE trên bản Cellular                                                                      |
| Định vị             | Wi-Fi               | Wi-Fi, Apple location databases                                                                                                | Wi-Fi, Apple location databases                                                                                                  |
| Định vị             | Wi-Fi + Cellular    | Assisted GPS, GLONASS, Apple databases, Cellular network                                                                       | Assisted GPS, GLONASS, Apple databases, Cellular network                                                                         |
| Môi trường cảm biến | Môi trường cảm biến | Accelerometer, gyroscope, ambient light sensor, magnetometer                                                                   | Accelerometer, gyroscope, ambient light sensor, magnetometer                                                                     |
| Pin                 | Pin                 | Built-in lithi-ion polymer battery. Lướt web: 10 giờ (Wi-Fi), 9 giờ (3G/Cellular); video: 10 giờ; audio: 140 giờ; chờ: 1 tháng | Built-in lithi-ion polymer battery. Lướt web: 10 giờ (Wi-Fi), 9 giờ (3G/Cellular); video: 10 giờ; audio: 140 giờ; chờ: 1 tháng   |
| Hệ điều hành        | Hệ điều hành        | iOS 8 (beta) | iOS 8 (beta) |
| Kích thước          | Kích thước          | 7,87 in × 5,3 in × 0,28 in (200 mm × 135 mm × 7 mm)                                                                            | 7,87 in × 5,3 in × 0,29 in (200 mm × 135 mm × 7 mm)                                                                              |
| Nặng                | Nặng                | Bản Wi-Fi: 0,68 lb (310 g) Bản Wi-Fi + Cellular: 0,69 lb (310 g)                                                               | Bản Wi-Fi: 0,73 lb (330 g) Bản Wi-Fi + Cellular: 0,75 lb (340 g)                                                                 |
| Phím vật lý         | Phím vật lý         | Home, sleep, âm lượng, chuyển đổi chức năng (khóa xoay màn hình, câm trên iOS 4.2, 4.3 và sau)                                 | Home, sleep, âm lượng, chuyển đổi chức năng (khóa xoay màn hình, câm trên iOS 4.2, 4.3 và sau)                                   |
| Kết nối             | Kết nối             | Lightning | Lightning |
| Khí thải nhà kính   | Khí thải nhà kính   | 95 kg CO2e | 140 kg CO2e |

## Các dòng iPad

### iPad (thế hệ thứ nhất) (3/4/2010)
Là dòng iPad đầu tiên của Apple. Chiếc iPad này có màn hình 9.6 inch với bộ vi xử lý Apple A4, dung lượng pin là 6613mAh. iPad này có 2 bản: Wi-fi (A1219), Wi-fi+2G (A1337) với bản 16GB, 32GB, 64GB.

#### iPad 2 (11/3/2011)
Là dòng iPad kế nhiệm cho dòng iPad trước đó. Điểm nổi bật nhất của iPad 2 là có camera sau 0.7MP, camera trước 0.3MP, bộ vi xử lý Apple A5. iPad này tương tự như iPad trước đó với bản 16GB, 32GB, 64GB.

## Những hạn chế

### Quản lý bản quyền kỹ thuật số
iPad không sử dụng quản lý quyền kỹ thuật số (DRM), nhưng hệ điều hành ngăn người dùng sao chép hoặc chuyển nội dung nhất định ra bên ngoài nền tảng của Apple mà không có sự cho phép, chẳng hạn như chương trình TV, phim và ứng dụng. Ngoài ra, mô hình phát triển của iPad yêu cầu bất kỳ ai tạo ứng dụng cho iPad đều phải ký kết thỏa thuận bảo mật và trả phí đăng ký nhà phát triển. Các nhà phê bình cho rằng quá trình phê duyệt ứng dụng tập trung và quyền kiểm soát nền tảng của Apple có thể kìm hãm sự đổi mới phần mềm. Điều đáng quan tâm đặc biệt đối với các nhà hoạt động về quyền kỹ thuật số là khả năng Apple vô hiệu hóa hoặc xóa ứng dụng từ xa trên bất kỳ iPad nào bất cứ lúc nào.
Các nhà hoạt động về quyền kỹ thuật số, bao gồm Quỹ Phần mềm Tự do, Electronic Frontier Foundation, và kỹ sư máy tính kiêm nhà hoạt động Brewster Kahle, đã chỉ trích iPad vì các hạn chế về quyền kỹ thuật số của nó. Chính phủ Nga đã chuyển từ iPad sang các thiết bị Android vì lo ngại về bảo mật.

### Jailbreak
Giống như các thiết bị iOS khác, iPad có thể được "jailbreak", tùy thuộc vào phiên bản iOS hoặc iPadOS mà nó đang chạy, do đó cho phép các ứng dụng và chương trình không được Apple cho phép chạy trên thiết bị. Sau khi được jailbreak, người dùng có thể tải xuống nhiều ứng dụng trước đây không có sẵn thông qua App Store thông qua các trình cài đặt không chính thức như Cydia, cũng như các ứng dụng bị sao chép bất hợp pháp. Apple tuyên bố rằng việc jailbreak "có thể" làm mất hiệu lực bảo hành của nhà sản xuất đối với thiết bị tại Hoa Kỳ mặc dù việc jailbreak là hợp pháp.  iPad, được phát hành vào tháng 4 năm 2010, lần đầu tiên được jailbreak vào tháng 5 năm 2010 với jailbreak Spirit cho phiên bản iOS 3.1.2. iPad có thể được jailbreak trên iOS phiên bản 4.3 thông qua 4.3.3 với công cụ JailbreakMe 3.0 dựa trên web (được phát hành vào tháng 7 năm 2011), và trên iOS phiên bản bao gồm 5.0 và 5.0.1 sử dụng redsn0w Absinthe 2.0 được phát hành vào ngày 25 tháng 5 năm 2012, là phương pháp jailbreak đầu tiên cho tất cả các thiết bị iOS 5.1.1 ngoại trừ phiên bản 32 nm của iPad 2.

### Kiểm duyệt
Apple App Store, kho ứng dụng dành cho iPhone và iPad, áp dụng kiểm duyệt nội dung, điều này đã trở thành vấn đề đối với các nhà xuất bản sách và tạp chí muốn sử dụng nền tảng này. Tờ báo The Guardian đã mô tả vai trò của Apple tương tự như vai trò của nhà phân phối tạp chí WH Smith của Anh, vốn đã áp dụng các hạn chế nội dung trong nhiều năm.
Do việc loại trừ nội dung khiêu dâm khỏi App Store, YouPorn và các trang web khác đã thay đổi định dạng video từ Flash sang H.264 và HTML5 đặc biệt cho iPad. Trong cuộc trao đổi email với Ryan Tate từ Valleywag, Steve Jobs tuyên bố rằng iPad mang lại "sự tự do khỏi nội dung khiêu dâm", dẫn đến nhiều phản hồi phẫn nộ, bao gồm cả các biểu ngữ chống quảng cáo tại Berlin do nghệ sĩ Johannes P. Osterhoff thực hiện và tại San Francisco trong WWDC10.

## Đón nhận
Phản ứng của giới truyền thông đối với iPad ban đầu là trái chiều. Giới truyền thông ghi nhận phản hồi tích cực từ người hâm mộ thiết bị, với hàng nghìn người xếp hàng vào ngày đầu tiên bán ra ở một số quốc gia.
iPad đã nhanh chóng thành công và bán được với số lượng lớn sau khi ra mắt vào năm 2010. Các nhà phân tích đã lưu ý rằng trong khi việc ra mắt iPod và iPhone trước đó của Apple mất một thời gian mới thành công, thì iPad đã phổ biến về mặt thương mại ngay từ đầu và ít gặp phải cạnh tranh trên thị trường trong năm đầu tiên.

### Phản ứng sau khi công bố iPad
Phản ứng của giới truyền thông đối với việc công bố iPad ban đầu là trái chiều. Walter Mossberg viết, "Đây là về phần mềm, đồ ngu ạ", có nghĩa là các tính năng và cấu tạo phần cứng ít quan trọng đối với thành công của iPad hơn phần mềm và giao diện người dùng, ấn tượng đầu tiên của ông về những thứ này phần lớn là tích cực. Mossberg cũng gọi mức giá "khiêm tốn" cho một thiết bị có khả năng của nó, và khen ngợi thời lượng pin mười giờ. Những người khác, bao gồm PC Advisor và Sydney Morning Herald, đã viết rằng iPad cũng sẽ cạnh tranh với các netbook đang phát triển, hầu hết trong số đó sử dụng Microsoft Windows. Mức giá $499 của mẫu cơ bản thấp hơn ước tính trước khi phát hành của báo chí công nghệ, các nhà phân tích Phố Wall và đối thủ cạnh tranh của Apple, tất cả đều dự kiến mức giá khởi điểm cao hơn nhiều.
CNET cũng chỉ trích iPad vì dường như thiếu đồng bộ hóa không dây mà các thiết bị di động khác như Zune của Microsoft đã có trong nhiều năm. Ứng dụng iTunes tích hợp cũng có thể tải xuống từ Internet.

### Đánh giá của giới phê bình
Các bài đánh giá về iPad ban đầu nhìn chung là tích cực. Walt Mossberg của The Wall Street Journal gọi nó là một "kẻ giết chết laptop" khá sát sao. David Pogue của The New York Times đã viết một bài đánh giá "kép", một phần dành cho những người am hiểu công nghệ và một phần khác dành cho những người không am hiểu công nghệ. Trong phần trước, ông lưu ý rằng một chiếc laptop cung cấp nhiều tính năng hơn với giá rẻ hơn iPad. Tuy nhiên, trong bài đánh giá của mình dành cho đối tượng sau, ông khẳng định rằng nếu độc giả của mình thích khái niệm về thiết bị và có thể hiểu được mục đích sử dụng của nó, thì họ sẽ thích sử dụng thiết bị này. Tim Gideon của PC Magazine đã viết, "bạn có một người chiến thắng" và "chắc chắn sẽ là động lực thúc đẩy việc định hình bối cảnh máy tính bảng đang nổi lên." Michael Arrington của TechCrunch cho biết, "iPad thậm chí còn vượt qua cả những kỳ vọng lạc quan nhất của tôi. Đây là một loại thiết bị mới. Nhưng nó cũng sẽ thay thế máy tính xách tay cho nhiều người." PC World đã chỉ trích khả năng chia sẻ tệp và in của iPad, và Ars Technica cho biết chia sẻ tệp với máy tính là "một trong những phần mà chúng tôi không thích nhất của trải nghiệm iPad."
Giới truyền thông cũng đánh giá cao số lượng ứng dụng, cũng như hiệu sách và các ứng dụng đa phương tiện khác. Ngược lại, họ chỉ trích iPad là một hệ thống đóng và đề cập đến việc iPad phải đối mặt với sự cạnh tranh từ các máy tính bảng Android, ã vượt qua doanh số bán iPad vào năm 2013, vượt qua iPad trong quý thứ hai năm 2013, và đã vượt qua cơ sở cài đặt iPad, và đã mất phần lớn thị phần trình duyệt web vào Android, theo ước tính của StatCounter, ở Nam Mỹ, Châu Phi, hầu hết Châu Á - nhiều quốc gia lớn ở đó và ở Đông Âu. The Independent đã chỉ trích iPad vì không dễ đọc trong điều kiện ánh sáng mạnh như giấy nhưng khen ngợi nó vì có thể lưu trữ một lượng lớn sách. Sau khi phát hành tại Vương quốc Anh, The Daily Telegraph cho biết việc iPad không hỗ trợ Adobe Flash là "phiền phức."

### Công nhận
iPad ban đầu được tạp chí Time chọn là một trong 50 phát minh hay nhất năm 2010, trong khi Popular Science chọn nó là thiết bị hàng đầu sau người chiến thắng tổng thể "Sản phẩm tốt nhất của năm 2010" Groasis Waterboxx.

## Sử dụng

### Thị phần

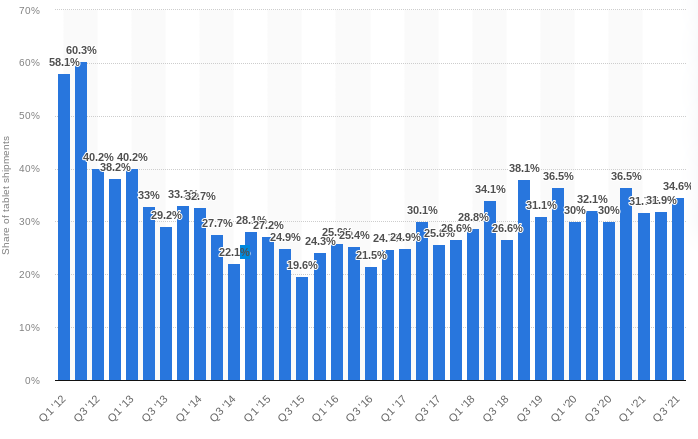
Thị phần của iPad, 2012―2021

iPad có thị phần máy tính bảng toàn cầu tương đối ổn định. Nó đã giảm đáng kể trong quý 3 năm 2012 nhưng dần hồi phục, mặc dù không mạnh mẽ như trước. Tính đến quý 3 năm 2021, iPad có thị phần 34,6%.

### Việc kinh doanh
Mặc dù iPad chủ yếu được sử dụng bởi người tiêu dùng, nhưng nó cũng đã được người dùng doanh nghiệp sử dụng. Trong vòng 90 ngày sau khi phát hành, iPad đã thâm nhập được vào 50% các công ty Fortune 100. Một số công ty đang áp dụng iPad trong các văn phòng kinh doanh của họ bằng cách phân phối hoặc cho phép nhân viên sử dụng iPad. Các ví dụ sử dụng iPad tại nơi làm việc bao gồm luật sư trả lời khách hàng, chuyên gia y tế truy cập hồ sơ sức khỏe trong quá trình khám bệnh và người quản lý phê duyệt yêu cầu của nhân viên.
Một khảo sát của Frost & Sullivan cho thấy việc sử dụng iPad tại nơi làm việc được liên kết với các mục tiêu tăng năng suất lao động của nhân viên, giảm giấy tờ và tăng doanh thu. Công ty nghiên cứu ước tính rằng "Thị trường ứng dụng văn phòng di động ở Bắc Mỹ có thể đạt 6,85 tỷ USD vào năm 2015, tăng từ mức ước tính 1,76 tỷ USD [vào năm 2010]."
Kể từ tháng 3 năm 2011, Cục Hàng không Liên bang Hoa Kỳ (FAA) đã phê duyệt iPad để sử dụng trong buồng lái để cắt giảm lượng giấy tiêu thụ ở một số hãng hàng không. Năm 2011, Alaska Airlines trở thành hãng hàng không đầu tiên thay thế sách hướng dẫn giấy của phi công bằng iPad, nặng 0,68 kg (1,5 lb) so với 11 kg (24 lb) của sách hướng dẫn bay in. Hãng hy vọng sẽ giảm bớt các chấn thương ở lưng và cơ. Hơn một chục hãng hàng không đã đi theo xu hướng này, bao gồm United, hãng đã phân phối 11.000 iPad cho buồng lái. Ngoài ra, nhiều hãng hàng không hiện nay cung cấp tạp chí trên chuyến bay của họ dưới dạng ứng dụng có thể tải xuống cho iPad.

### Giáo dục và y tế
iPad có nhiều công dụng trong lớp học, và được đánh giá cao như một công cụ có giá trị cho việc học tập tại nhà và giáo dục từ xa. Ngay sau khi iPad được phát hành, người ta đã báo cáo rằng 81% các ứng dụng sách hàng đầu dành cho trẻ em. iPad cũng được gọi là một công cụ mang tính cách mạng giúp trẻ em mắc chứng tự kỷ học cách giao tiếp và hòa nhập xã hội dễ dàng hơn.
Trong lĩnh vực chăm sóc sức khỏe, iPad và iPhone đã được sử dụng để giúp các bệnh viện quản lý chuỗi cung ứng của họ. Ví dụ, Novation, một công ty cung cấp dịch vụ ký hợp đồng chăm sóc sức khỏe, đã phát triển VHA PriceLynx (dựa trên nền tảng ứng dụng di động của nhà cung cấp phần mềm thông minh kinh doanh MicroStrategy), một ứng dụng thông minh kinh doanh giúp các tổ chức chăm sóc sức khỏe quản lý các quy trình mua sắm hiệu quả hơn và tiết kiệm tiền cho bệnh viện. Guillermo Ramas của Novation nói: "Bác sĩ sẽ không đi vòng quanh bệnh viện với máy tính xách tay. Với iPad, họ có thể dễ dàng đi vòng quanh bệnh viện miễn là họ có thông tin cần thiết."
Năm 2013, Gianna Chien (14 tuổi) đã trình bày với hơn 8.000 bác sĩ tại cuộc họp của Hiệp hội Nhịp tim rằng Apple iPad 2 trong một số trường hợp có thể gây nhiễu cho các thiết bị tim cứu sinh (máy tạo nhịp) do nam châm bên trong. Hướng dẫn sử dụng iPad khuyên người dùng máy tạo nhịp nên giữ iPad cách máy tạo nhịp ít nhất 6 inch (15 cm). Một nghiên cứu vào năm 2014 cho thấy iPad 2 có thể gây nhiễu điện từ (EMI) cho máy khử rung tim có thể cấy ghép được.

### Sử dụng của người tiêu dùng
Tại Hoa Kỳ, người hâm mộ tham dự Super Bowl XLV, Super Bowl đầu tiên được tổ chức kể từ khi iPad được phát hành, có thể sử dụng ứng dụng National Football League (NFL) chính thức để điều hướng Sân vận động Cowboys. Năm 2011, Tampa Bay Buccaneers trở thành câu lạc bộ NFL đầu tiên ngừng sử dụng bản in của sổ tay chơi và thay vào đó phân phối cho tất cả người chơi sổ tay và video của họ ở định dạng điện tử thông qua iPad 2.
Ngoài phần mềm phát lại nhạc iTunes, iPad có thể hỗ trợ nhiều ứng dụng sáng tạo nhạc khác. Chúng bao gồm các trình lấy mẫu âm thanh, bộ xử lý hiệu ứng guitar và giọng nói, trình tuần tự cho âm thanh tổng hợp và vòng lặp lấy mẫu, bộ tổng hợp ảo và máy đánh trống, các nhạc cụ nhạy cảm với cảm ứng theo kiểu theremin và các loại khác, miếng đệm trống và nhiều hơn nữa. Album The Fall năm 2010 của Gorillaz gần như được tạo ra hoàn toàn bằng iPad bởi Damon Albarn trong khi đang lưu diễn cùng ban nhạc. Video âm nhạc cho đĩa đơn "Rouge" năm 2012 của Luna Sea được quay hoàn toàn trên iPad.

## Dòng thời gian
| Dòng thời gian của các mẫu iPad |
| ------------------------------- |
|                                 |

Nguồn: Apple Newsroom Archive.